# Ollers (Barberà de la Conca)
Ollers és una pedania de Barberà de la Conca, a la Conca de Barberà, tanmateix el nucli de població està més proper a les viles de Sarral i de Pira. És principalment un nucli de població d'estiueig i segones residències. El nom d'Ollers es pot relacionar amb el mot olla que significa "gorg o toll, concavitat en un riu". En el terme d'Ollers conflueixen el torrent de Vallverd —el riu Gran— i l'Anguera; en la donació de la quadra d'Ollers, el 1076, els torrents són el principal punt de referència de les afrontacions: et pervadit ad ipso reguer de Toschela, qui excurrit similiter ac sequet ipso torrent de Olers.

## Història
Ollers apareix documentat per primera vegada en la donació que feren, l'any 1076, els comtes germans, Berenguer Ramon II i Ramon Berenguer II, de la quadra d'Ollers a Adalbert de la prole dels Sendretː
| «                                                                          | donamus tibi alodium nostrum propium quod habemus in comitatu Barchinonensi, in ipsa Marcha extrema in loco horroris et vaste solitudinis (L.F.M., doc. 259, any 1076) | » |
| — Carme Plaza Arqué, 'Història de Barberà a través dels noms', p. 176-177. | |   |

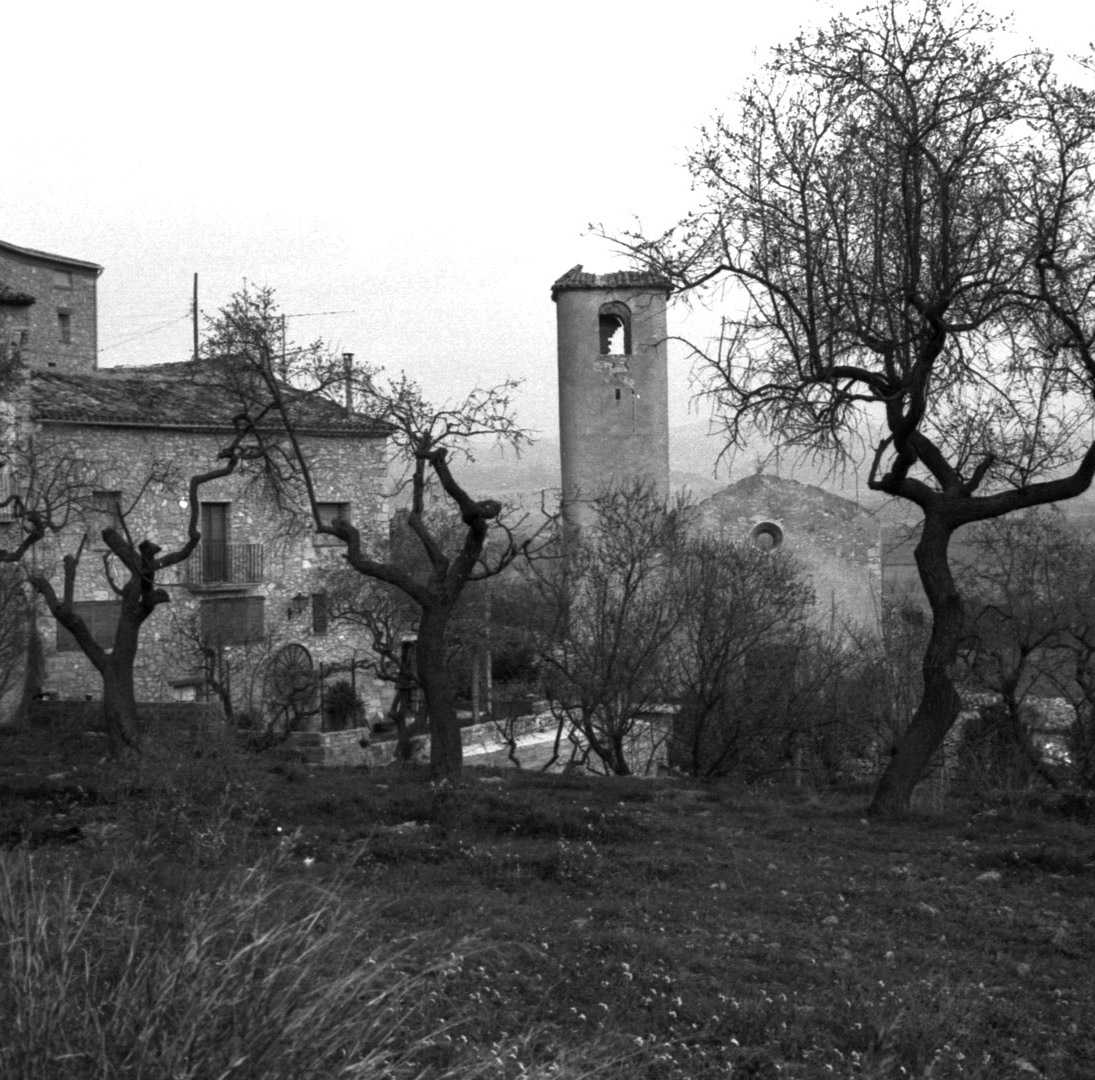
Ollers, antiga església parroquial de Santa Maria, any 1983.

Aquest senyor formava part del grup de repobladors arribats a la Conca en temps de Ramon Berenguer I el Vell o dels comtes germans, els quals aprisiaren terres i iniciaren la repoblació no sense dificultats; l'acta que acabem de comentar era la legitimació d'una possessió guanyada per aprisió en aquell lloc extrem de la Marca. La condició d'aprisiadors s'explicita en un document signat quatre anys més tard per Gauspert Adalbert, que dona part del seu alou d'Ollers a un tal Seniofred; en aquest document, Adalbert diu que té Ollers pels comtes germans i per aprisione. No tornarem a trobar Ollers fins als temps posteriors a la conquesta de Ramon Berenguer IV; aleshores Ollers era una quadra del Castell de Barberà (Barberà de la Conca) senyorejat per Pere de Puigverd. Simultàniament a les transaccions dels drets dels Puigverd sobre el lloc, la casa del Temple de Barberà anava fent la seva política expansionista entre els altres senyors que posseïen drets sobre Ollers. El 1174 Bernat de Santa Coloma els donà la seva part sobre el lloc. Els templers acabarien posseint totalment Ollers. El 1285, Jaume II, en agraïment pels serveis rebuts, cedí els seus drets sobre Ollers al seu metge, el famós Arnau de Vilanova, qui els permutà amb el Temple. Ollers restà incorporat a la Comanda de Barberà en temps dels Hospitalers de Sant Joan, fins a la Desamortització del segle xix. Civilment havia estat sempre municipi propi fins a 1846 en què, a petició dels seus habitants, passà a ser agregat de Barberà.

## Uns fets recents
A la darrera dècada del 1990, Ollers i la resta de la comarca, va destacar als mitjans de comunicació catalans per una decisió de l'Executiu de la Generalitat de Catalunya quan el Pla Director per a la Gestió dels Residus Industrials a Catalunya, del Departament de Política Territorial i Obres Públiques de la Generalitat de Catalunya, encapçalat pel conseller Joaquim Molins, va decidir ubicar un abocador de residus industrials controlat al veí terme de Forès i una incineradora al Pla de Santa Maria (Alt Camp). La decisió va generar un rebuig força generalitzat a la Conca de Barberà i a l'Alt Camp, i es desenvolupà un fort moviment ciutadà d'oposició al projecte. La contestació al Pla de residus en aquestes i d'altres comarques va fer que fos retirat i es consensués entre la majoria dels grups polítics del Parlament de Catalunya una llei de gestió dels residus industrials que no donava indicació dels indrets on s'havien de localitzar les infraestructures necessàries. Una altra de les conseqüències fou la creació del partit comarcal Unió d'independents Conca de Barberà.

## L'Església parroquial
Eclesiàsticament Ollers fou sufragània de Barberà fins a 1867 que passà a la parròquia de Pira.
L'església, avui enrunada, de Santa Maria d'Ollers fou construïda el segle xviii (a la porta hi havia la data de 1771) en planta rectangular d'una sola nau. A l'interior, tenia adossades tres parells de pilastres amb els corresponents arcs, que dividien la nau en quatre trams i aguantaven una volta de canó amb llunetes (lluneta) de rajola de pla, és a dir volta catalana. Tota la fàbrica estava construïda de maçoneria arrebossada per fora i enguixada per dins, segons la moda barroca amb cornises, capitells i absis de mitja taronja, al mig, i petxines, als costats. Tenia quatre altars, el major dedicat a la Nativitat de la Mare de Déu, i tres als costats sota l'advocació del Sant Crist, Sant Isidre i la Mare de Déu del Roser.Aquest darrer, probablement el més valuós de tots, procedia d'una capella de l'església primitiva que fou fundada i erigida l'any 1596 per Pere Civit, fill d'Ollers, resident a Sarral. Al costat nord del primer tram s'aixecava un campanar prismàtic de planta quadrada i arestes arrodonides de la teulada en amunt. Durant la revolta de 1936, l'església fou cremada, amb resultat d'enderrocament total. Després de la guerra civil, l'any 1942, els ollerencs compraren una casa de la plaça i la reconvertiren en temple parroquial. El resultat fou una esglesieta senzilla, sense pretensions que acompleix dignament la seva funció.

## Llocs d'interès

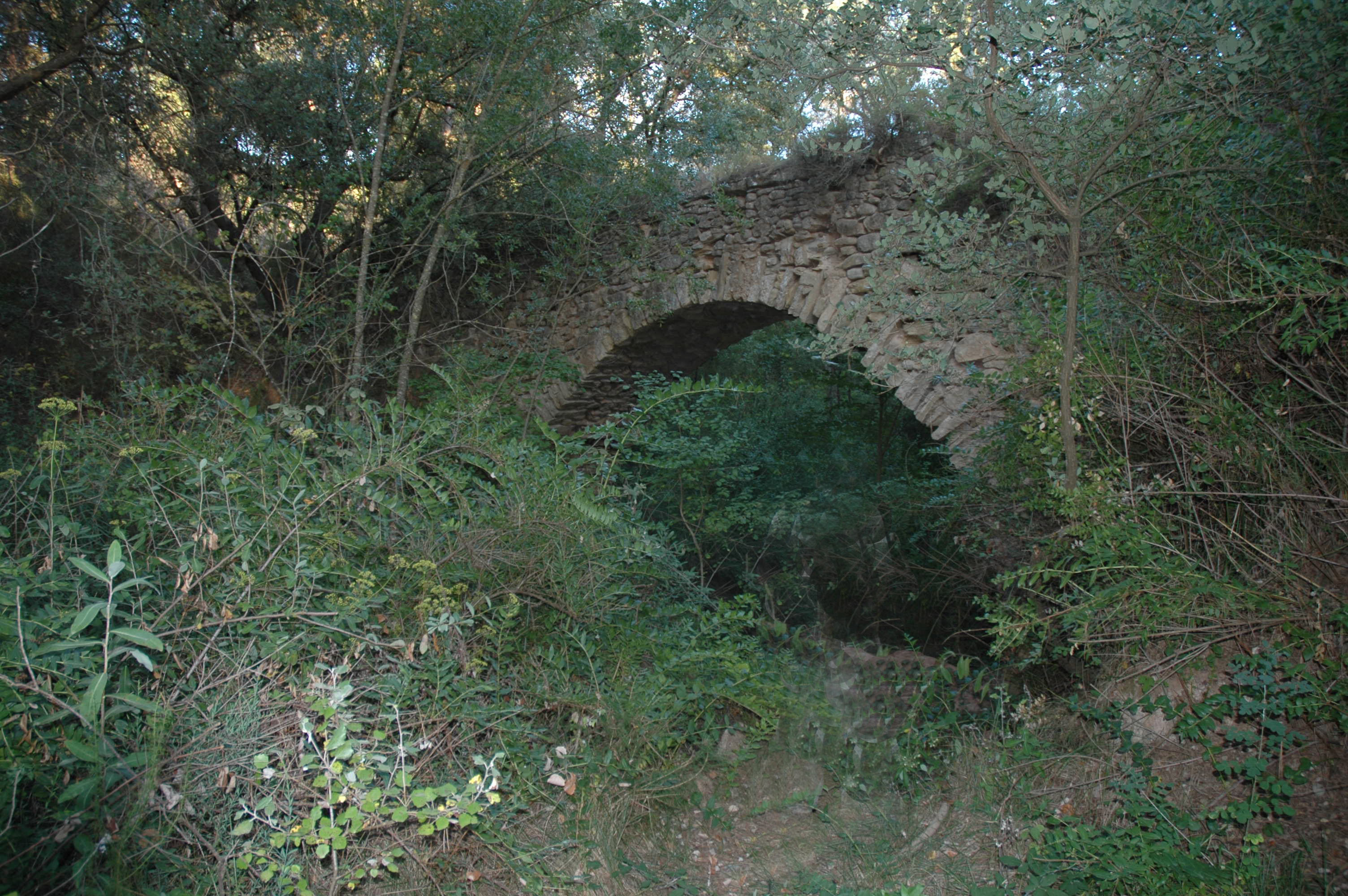
El Pont d'Anguera, vora Ollers.

Ben a prop de la confluència dels rius Vallverd i Anguera, en terme de Barberà i sota el poble d'Ollers, hi ha l'anomenat "Pont d'Anguera". Bastit sobre aquest riu, és una construcció popular de cronologia incerta que tant pot ser d'època baix medieval com moderna. Té un sol ull d'arc de mig punt, fet de maçoneria força irregular menys en l'arc que és de lloses, també desiguals, disposades a sardinell. No hi ha rastres del camí que justifiqui el pont, de manera que probablement era un aqüeducte semblant a "la Canal" que passava l'aigua per damunt del Torrentet o torrent de l'Horta Major de Barberà.

## Festes
La festa major d'Ollers se celebrava antigament per la Mare de Déu d'Agost, el 15 d'agost. Ja fa força anys que se celebra el segon cap de setmana d'agost

## Demografia
En temps en què Ollers fou municipi propi tingué: 6 veïns, 1553; 50 habitants, el 1718; i 77 habitants, el 1830. Més endavant, quan esdevé pedania de Barberà, els habitants figuren acumulats amb els del municipi. Tanmateix, en el cens de 2006 hi constaven censades 10 persones.